# Saint-Ambroix (Cher)
Saint-Ambroix – miejscowość i gmina we Francji, w Regionie Centralnym, w departamencie Cher.
Według danych na rok 1990 gminę zamieszkiwało 386 osób, a gęstość zaludnienia wynosiła 12 osób/km² (wśród 1842 gmin Regionu Centralnego Saint-Ambroix plasuje się na 766. miejscu pod względem liczby ludności, natomiast pod względem powierzchni na miejscu 304.).